# Springhaas
De springhaas (Pedetes capensis) is een knaagdier dat voorkomt in het zuiden en oosten van Afrika. Uiterlijk heeft het dier veel weg van de hazen, al behoren ze tot een verschillende orde.

## Anatomie
Springhazen hebben lange, krachtige achterpoten en korte voorpoten. Ze springen met de achterpoten in een rechtopstaande houding, dus zonder met de voorpoten de grond te raken, en kunnen op die manier afstanden tot wel 3 meter overbruggen. Hun manier van bewegen doet veel denken aan die van een kangoeroe.
Springhazen hebben een lengte van 27 tot 40 cm, exclusief de staart, die ongeveer even lang is en bedekt wordt door borstelige haren. Het gewicht varieert tussen de drie en vier kilogram. Aan de bovenkant is de vacht beige, zandkleurig of roodbruin; van onderen is het witachtig. De achterkant van de staart is zwart.
De kop is kort en de oren relatief grote oren kunnen een lengte tot 8 cm bereiken. De ogen zijn groot en zwartkleurig. Springhazen hebben aan de voorpoten vijf en aan de achterpoten vier tenen. De nagels aan de voortenen zijn scherp en gekromd, zodat de dieren goed in de bodem kunnen graven.

## Leefwijze
Springhazen komen voor in vochtige gebieden en bouwen daar gangen onder de grond. Een paar bewoont gemeenschappelijk een tunnel, die een doorsnede van ongeveer 20 cm heeft. Het totale gangenstelsel van een springhazenpaar kan een lengte van 40 meter hebben, en er zijn meerdere ingangen (gemiddeld een stuk of tien). Zo mogelijk bouwen de dieren de gangenstelsels nabij de beschutting van bomen of struiken, ongeveer 80 centimeter onder de grond.
Springhazen zijn nachtdieren: overdag slapen ze in hun burcht en 's nachts gaan ze op pad. In de omgeving van het gangenstelsel zoeken de diertjes naar grassen, kruiden, knollen en wortels. Deze laatste twee graven de dieren met hun klauwen uit de aarde om ze vervolgens op te peuzelen. Als het voedsel schaars is, eten ze ook insecten. Springhazen zijn schuchtere dieren die bij gevaar zo snel mogelijk in hun gangenstelsels wegvluchten. Dit is ook de reden waarom de dieren nooit ver van hun woonomgeving zullen gaan. Meestal houden de dieren een maximale afstand van 25 tot 250 meter aan. Een uitzondering vormen situaties waarin er niet genoeg voedsel (meer) in de omgeving te vinden is. In dat geval zullen springhazen verder weg op zoek gaan naar voedsel.
De levensduur in het wild bedraagt zelden meer dan zeven jaar. In gevangschap kunnen de dieren echter wel 19 jaar oud worden, als gevolg van het gebrek aan natuurlijke vijanden.

## Voortplanting
Jongen kunnen het hele jaar door geboren worden. Meestal wordt er slechts één jong tegelijk geboren; tweelingen zijn een zeldzaamheid. Per jaar kan een wijfje viermaal werpen. De jongen worden vijftig dagen gevoed door hun moeder en verlaten dan voor de eerste keer de burcht.